# Archidiecezja Szkodry-Pultu
Archidiecezja Szkodry-Pultu (łac. Archidioecesis Scodrensis-Pulatensis) – katolicka archidiecezja albańska położona w północnej części kraju. Siedziba arcybiskupa znajduje się w katedrze św. Szczepana w Szkodrze.

## Historia
Archidiecezja powstała w 1867 r. z wydzielenia części ziem z archidiecezji barskiej. Dwadzieścia lat później decyzją Stolicy Apostolskiej 8 października 1886 r. została podniesiona do rangi metropolii z trzema sufraganiami. 25 stycznia 2005 r. została do niej dołączona diecezja Pultu.

## Arcybiskupi
- biskup diecezjalny – abp Giovanni Peragine B.
- biskup senior –  abp Angelo Massafra OFM
- Na terenie archidiecezji rezyduje również nieposiadający święceń biskupich kard. Ernest Simoni